# Arne Jutner
Ernst Arne Jutner (Stoccolma, 6 ottobre 1920 – Stoccolma, 8 novembre 2009) è stato un pallanuotista svedese che ha partecipato alle Olimpiadi estive del 1948 e del 1952.